# Leib Langfus
Pour les articles homonymes, voir Langfus.
 (août 2023).
La mise en forme du texte ne suit pas les recommandations de Wikipédia : il faut le « wikifier ».
Les points d'amélioration suivants sont les cas les plus fréquents. Le détail des points à revoir est peut-être précisé sur la page de discussion.
- Les titres sont pré-formatés par le logiciel. Ils ne sont ni en capitales, ni en gras.
- Le texte ne doit pas être écrit en capitales (les noms de famille non plus), ni en gras, ni en italique, ni en « petit »…
- Le gras n'est utilisé que pour surligner le titre de l'article dans l'introduction, une seule fois.
- L'italique est rarement utilisé : mots en langue étrangère, titres d'œuvres, noms de bateaux, etc.
- Les citations ne sont pas en italique mais en corps de texte normal. Elles sont entourées par des guillemets français : « et ».
- Les listes à puces sont à éviter, des paragraphes rédigés étant largement préférés. Les tableaux sont à réserver à la présentation de données structurées (résultats, etc.).
- Les appels de note de bas de page (petits chiffres en exposant, introduits par l'outil «  Source ») sont à placer entre la fin de phrase et le point final[comme ça].
- Les liens internes (vers d'autres articles de Wikipédia) sont à choisir avec parcimonie. Créez des liens vers des articles approfondissant le sujet. Les termes génériques sans rapport avec le sujet sont à éviter, ainsi que les répétitions de liens vers un même terme.
- Les liens externes sont à placer uniquement dans une section « Liens externes », à la fin de l'article. Ces liens sont à choisir avec parcimonie suivant les règles définies. Si un lien sert de source à l'article, son insertion dans le texte est à faire par les notes de bas de page.
- La présentation des références doit suivre les conventions bibliographiques. Il est recommandé d'utiliser les modèles {{Ouvrage}}, {{Chapitre}}, {{Article}}, {{Lien web}} et/ou {{Bibliographie}}. Le mode d'édition visuel peut mettre en forme automatiquement les références.
- Insérer une infobox (cadre d'informations à droite) n'est pas obligatoire pour parachever la mise en page.

Pour une aide détaillée, merci de consulter Aide:Wikification.
Si vous pensez que ces points ont été résolus, vous pouvez retirer ce bandeau et améliorer la mise en forme d'un autre article.
Leib Langfus, ou encore Leyb Langfus, né en 1910 à Varsovie et assassiné en 1944 dans le camp de concentration d'Auschwitz-Birkenau est un rabbin et dayan (juge rabbinique) polonais.
Il est déporté à Auschwitz-Birkenau en 1942, où il est contraint de travailler comme Sonderkommando. Après la guerre, un journal qu'il tenait a été découvert dans le parc de Birkenau - qui devait plus tard être publié avec un certain nombre d'autres journaux, sous le titre, Les rouleaux d'Auschwitz. Entre 1945 et 1980, un total de huit caches de documents ont été retrouvées enterrées dans les terrains des crématoires II et III à Auschwitz-Birkenau. 
Ses écrits sont considérés comme l'un des documents historiques les plus importants traitant du sujet du Sonderkommando à Auschwitz et de l'Holocauste en général.

## Biographie
Leib Langfus étudie à la Yeshiva de Tzusmir. Après avoir épousé la fille du Dayan Shmuel Yosef Rosental de Maków Mazowiecki (au milieu des années 1930), il reprend le poste de son beau-père, après la mort de ce dernier. Il est finalement devenu le rabbin de la ville et était connu sous le nom de "Der Makover Dayan".
En novembre 1942, les Juifs de Makow-Mazowiecki sont déportés à Mlawa, et de là, début décembre, à Auschwitz. Langfus, sa femme et un  de leurs fils en faisaient partie - sa femme et son fils ont été gazés dès leur arrivée.
Affecté au Sonderkommando, Langfus devait préparer les cheveux des femmes, coupés après qu’elles aient été gazées, pour les expédier en Allemagne. Alors que sa foi en Dieu est restée inébranlable pendant son séjour à Auschwitz-Birkenau (il considérait son sort et celui de ses camarades juifs comme le jugement de Dieu), il est impliqué dans la révolte des Sonderkommando, du 7 octobre 1944, qui a finalement fait sauter l'un des crématoires de Birkenau.
Selon son codétenu Zalman Levental (dont le journal a été retrouvé en 1962), Langfus était l'un des planificateurs de la révolte dans les crématoires. On pense qu'il a été exécuté le 27 novembre 1944.

## Découverte d'après-guerre
Après la guerre, un certain nombre de manuscrits ont été retrouvés, décrivant la déportation de Makow ainsi que le travail du Sonderkommando à Auschwitz-Birkenau, de 1943 au 26 novembre 1944. Finalement, l'historien Bernard Ber Mark (et après sa mort sa femme)  a pu attribuer certains de ces écrits à Leib Langfus (l’acronyme - AJRA - s'est révélé signifier Aryeh Yehuda (ses prénoms hébreux) Regel Arucha (Long Foot) - qui est la traduction du yiddish/allemand "Langfus").

## Du journal
,
1. Dans son récit de la déportation de Makow-Mazowiecki, Langfus pressant la rupture fatidique des contacts avec le monde : « Ils sont si seuls au milieu de la planète Terre qui appartient à tout le monde, à tous sauf eux, les Juifs. »
2. Il raconte l'histoire de la femme du rabbin de Strapivka qui est arrivée à Auschwitz depuis Koszo, Hongrie, en mai 1944 ; en attendant dans la salle de déshabillage, avant d'être conduite à la chambre à gat, elle demanda à Dieu de pardonner au Belzer Rebbe qui avait rassuré les juifs hongrois sur leur sort, alors que lui-même s'était enfui en Palestine.
3. « Cela s'est produit à la fin de l'hiver 1943, lors de l'arrivée d'un transport d'enfants du ghetto de Shavli à la suite de la soi-disant Kinder-Aktsie du 5 novembre. Lorsque l'homme du Sonderkommando s'est approché d'un enfant pour le déshabiller, sa sœur a tenté de l'arrêter en criant : "Lâche, tueur juif ! Ne pose pas tes mains tachées de sang juif sur mon beau frère..." Un autre enfant s'écria : "Mais tu es juif ! Comment peux-tu faire gazer de chers enfants juifs pour que ta vie soit épargnée ! Ta vie en compagnie d'assassins a-t-elle plus de valeur que la vie de tant de victimes juives ?" »
4. Ailleurs, il décrit encore une autre scène émouvante, cette fois n'impliquant pas les hommes du Sonderkommando. Boyaner Rebbe Moshe Friedman, qui est arrivé à Auschwitz pendant la Pâque de 1944, s'est approché de l'Oberscharfuhrer de service et lui dit en face que les Allemands ne réussiraient pas dans leur complot visant à exterminer le peuple juif et qu'ils paieraient dix fois pour chaque âme juive qu'ils ont assassinée. Ensuite, le rabbin, avec tout le groupe, a récité la prière Chema Israël et est allé à sa mort. L'auteur commente : « Ce moment spirituellement exalté, sans précédent dans la vie humaine, valide la constance spirituelle éternelle du judaïsme.» [7]
5. Dans un chapitre intitulé "Di 600 Yinglekh" (Les 600 jeunes), il décrit le spectacle horrifiant de 600 enfants poussés sauvagement et cruellement à leur mort dans la chambre à gaz. Certains ont supplié les prisonniers du Sonderkommando de les sauver. D'autres ont fait appel aux SS qui, au lieu de répondre, les ont poussés avec encore plus de force dans le bunker. Les cris et les sanglots des enfants étaient assourdissants jusqu'à ce que la mort les fasse taire, moment auquel une expression de satisfaction se glissa sur le visage de leurs bourreaux. Langfus conclut son récit par une question : « N'ont-ils jamais eu d'enfants ? »
6. À une autre occasion, il décrit un groupe de déportés juifs et polonais conduits à l'abattoir. Une fille polonaise a quitté le groupe et a demandé aux prisonniers du Sonderkommando de dire à son peuple qu'elle et ses camarades étaient morts en héros. Les Polonais ont chanté leur hymne national, tandis que les Juifs ont chanté l'Hatikva. « Un destin terrible et cruel a ordonné que les sonorités lyriques de ces différents hymnes se mêlent dans ce coin maudit du globe. » [8],[9]
7. Dans un incident, il raconte l'histoire de Juifs de Tarnów qui ont attendu passivement leur exécution, certains récitant Vidui (la prière d'expiation juive) avant de mourir. Soudain, un jeune homme a sauté sur le banc et a commencé à crier qu'il n'était pas possible qu'ils meurent, qu'une chose aussi terrible ne pouvait pas arriver dans ce monde. Hypnotisées, les victimes ont écouté son discours, mais en quelques minutes toutes, y compris l'orateur, ont été conduites à la mort.
8. Sa dernière entrée se lit comme suit : « Maintenant, nous sommes emmenés dans la zone. Les 170 derniers d'entre nous. Nous sommes certains que nous allons rencontrer notre mort. 30 personnes ont été sélectionnées pour travailler dans le crématorium numéro V. Nous sommes aujourd'hui le 26 novembre 1944 ».

Langfus apparaît également dans la biographie de son compatriote Sonderkommando, Filip Müller, qui décrit les derniers moments de Langfus et de ses codétenus. Sortant du rang pour blâmer les officiers SS de leur avoir menti sur leur sort, Langfus s'adressa à ses compagnons de prison condamnés :

« Nous devrions être seuls, sans famille, sans parents, sans amis, sans un endroit que nous pourrions appeler le nôtre, condamnés à parcourir le monde sans but. Pour nous, il n'y aurait ni paix ni repos d'esprit, jusqu'au jour où nous mourrions dans un coin, seuls et abandonnés. Par conséquent, frères, allons maintenant à la rencontre de la mort avec courage et dignité ! »